# Molly Luce
Molly Luce (18 décembre 1896 - 16 avril 1986) est une peintre américaine née à Pittsburg mais qui a grandi à Bethlehem, en Pennsylvanie, puis à Glen Ridge, dans le New Jersey, et enfin à Kingsville, dans l'Ohio, avec ses grands parents. 
Elle a déclaré avoir été influencée en premier lieu par une peintre animalière et réaliste française, Rosa Bonheur (1822-1899), et plus particulièrement par l'huile sur toile qu'elle réalise en 1853, Le Marché aux chevaux , mesurant 2m44 par 5m06 et conservé au Metropolitan Museum of Art  de New York. 
Elle a étudié l'art au Wheaton College, avec Amy Otis, et obtenue son diplôme en 1916. Puis, elle a continué son apprentissage auprès d'un collectif d'étudiants en arts, le Art Students League of New York, avec F. Luis Mora (en), George Bellows et Kenneth Hayes Miller,.